# Liste des pays ayant l'italien pour langue officielle

Les pays où la langue italienne est une langue officielle (bleu foncé), une ex-langue coloniale (bleu ciel) et de minorités parmi d'autres (vert)

L'italien est parlé dans de nombreux pays, avec des statuts différents. On compte dans le monde environ 63 millions d'italophones de langue maternelle ainsi que 3 millions de langue seconde.

## Pays où l'italien est une langue officielle
L'italien est parlé essentiellement :
- en Italie et à Saint-Marin où elle est la seule langue officielle, avec respectivement 60 millions et 30 000 habitants.
- au Vatican, seconde langue officielle avec le latin, avec seulement 1 000 locuteurs
- en Suisse, une des 4 langues nationales (avec l'allemand, le français et le romanche), représentant environ 6,5 % des locuteurs suisses. Selon le recensement de 2000, l'italien est la langue principale de 470 961 personnes habitant la Confédération.
  - dans le canton du Tessin, langue officielle et la langue principale de 83 % de la population soit 254 997 habitants.
  - dans le canton des Grisons, langue officielle avec le romanche et l'allemand (majoritaire) et langue principale de 10,2 % de la population, principalement dans les vallées méridionales : Val Mesolcina, Val Calanca, Val Bregaglia et Val Poschiavo.
- en Slovénie où elle est langue officielle avec le slovène dans les trois communes côtières Capodistria/Koper, Isola/Izola et Pirano/Piran
- en Croatie où elle est langue officielle avec le croate dans le Comitat d'Istrie (notamment dans les communes de Parenzo/Poreč, Pola/Pula, Umago/Umag, Grisignana/Grožnjan et Rovigno/Rovinj)[2]. Il subsiste encore ici une expression littéraire (3) en italien régional [archive].
- Bien qu'hérité de la période coloniale et marqué par une communauté italophone en voie de totale extinction, au début des années 2000, l'Italien avait toujours une forme de reconnaissance historique en  Érythrée avec un enseignement présent dans encore quelques établissements du second degré (Asmara, Massaouah, Assab).

## Statistiques
|   | Pays        | Région | Population (est. 2017) | Statut de l'italien                                    | Pages vues tous wikis (2013) | Pages vues wiki IT (2013) | %    | Rang Wiki IT (2013) |
| - | ----------- | ------ | ---------------------- | ------------------------------------------------------ | ---------------------------- | ------------------------- | ---- | ------------------- |
| 1 | Italie      | Europe | 59 798 000             | Officiel unique                                        | 5 708 798 000                | 4 889 321 000             | 86 % | 1                   |
| 2 | Suisse      | Europe | 8 454 000              | Coofficiel avec l'allemand, le français et le romanche | 1 149 226 000                | 49 775 000                | 4 %  | 4                   |
| 3 | Saint-Marin | Europe | 32 000                 | Officiel unique                                        | 3 362 000                    | 2 949 000                 | 88 % | 1                   |
| 4 | Vatican     | Europe | 1 000                  | Coofficiel avec le latin                               | 496 000                      | 242 000                   | 49 % | 1                   |
|   | Total       |        | 68 285 000             |                                                        | 6 861 882 000                | 4 942 287 000             | 72 % | 1                   |

Il est à noter qu'outre ces quatre États ayant l'italien comme langue officielle ou coofficielle, deux autres États parmi les 227 listés par le Wikimedia Traffic Analysis Report 2013 présentent une proportion des pages vues allant à l'encyclopédie en langue italienne plus importante que celle de la Suisse (4,3 %) : il s'agit de l'Albanie avec 6,0 % et de Monaco avec 6,0 % également.
L'Italie est à l'origine à elle seule de 93 % des pages vues sur l'édition de Wikipédia en langue italienne et l'ensemble des territoires de langue officielle italienne de 94 % ; en outre, aucun pays ou territoire autre que l'Italie n'est à l'origine de 1 % ou plus des pages vues sur l'édition de Wikipédia en langue italienne.
Voici également le classement des principales éditions linguistiques de l'encyclopédie Wikipédia consultées en 2013 dans les quatre États ayant l'italien pour langue officielle (≥ 1 %) :
| Rang | Langue   | %   | Pages vues    |
| ---- | -------- | --- | ------------- |
| 1    | Italien  | 72  | 4 942 287 000 |
| 2    | Anglais  | 13  | 873 684 000   |
| 3    | Allemand | 10  | 676 639 000   |
| 4    | Français | 3   | 228 145 000   |
|      | Autres   | 2   | 141 127 000   |
|      | Total    | 100 | 6 861 882 000 |

Les pays suivants, bien que n'offrant pas de statut particulier à l'italien, présentent un nombre absolu de pages vues sur l'édition de Wikipédia en langue italienne particulièrement important :
|   | Pays        | Région           | Population (est. 2016) | Pages Vues Wiki IT (2013) | %     | Rang Wiki IT (2013) |
| - | ----------- | ---------------- | ---------------------- | ------------------------- | ----- | ------------------- |
| 1 | Allemagne   | Europe           | 80 682 000             | 33 426 000                | 0,3 % | 7                   |
| 2 | États-Unis  | Amérique du Nord | 324 119 000            | 33 200 000                | 0,1 % | 10                  |
| 3 | Royaume-Uni | Europe           | 65 111 000             | 27 515 000                | 0,3 % | 6                   |
| 4 | France      | Europe           | 66 627 602             | 25 864 000                | 0,4 % | 5                   |
| 5 | Espagne     | Europe           | 46 065 000             | 20 502 000                | 0,6 % | 6                   |
| 6 | Brésil      | Amérique du Sud  | 209 568 000            | 10 256 000                | 0,2 % | 5                   |
|   |             |                  |                        |                           |       |                     |